# Joseph Pemberton

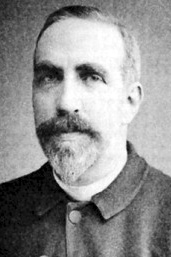

Joseph Hardwick Pemberton (Havering-atte-Bower, 5 oktober 1852 – aldaar, 22 juli 1926) was een Engelse anglicaanse dominee en rozenliefhebber die tussen 1912 en 1926 een bijzondere groep rozen kweekte, die hij vanwege hun muskusachtige geur als muskushybriden (Engels: Hybrid Musk) classificeerde.

## Leven en werk
Pemberton was afkomstig uit een kwekersfamilie. Hij werd geboren in 1852 in het dorpje Havering-atte-Bower noordoostelijk van Londen in The Round House, een indrukwekkend rond gebouw. Hier woonde hij als vrijgezel met zijn zus Florence (1857-1930) tot aan zijn dood in 1926. Hij was niet alleen meer dan dertig jaar een anglicaans predikant maar ook een gepassioneerde rozenliefhebber. Toen hij 12 was leerde hij van zijn vader het veredelen en vermeerderen van rozen. In 1874, kort na de dood van zijn vader, deed hij met een aantal rozen uit familiebezit mee aan een rozenshow en won de tweede prijs. In december 1876 werd de National Rose Society opgericht en zowel hij als ook zijn zus Florence werden lid. Op de eerste rozenshow van de National Rose Society in 1877 in de St. James's Hall in Londen exposeerden ze met veertig inzendingen. In 1911 werd hij voor een periode van twee jaar voorzitter van de National Rose Society.
Na zijn pensionering in 1914 begon Pemberton zelf rozen te kweken in een poging om de geurende rozen te reproduceren die hij uit zijn kindertijd kende. Hij opende, geholpen door de tuinman John Bentall en zijn vrouw Ann Bentall, in Romford de kwekerij Pemberton Nursery, waar uiteindelijk zo'n 35 tot 40 duizend rozen per jaar werden gekweekt voor de verkoop. 
Pemberton kruiste de ramblerroos 'Trier' (Lambert 1904) met theerozen, met als resultaat een klasse van sterk geurende rozen die in trossen bloeien. Aanvankelijk classificeerde hij ze als theehybriden, maar later noemde hij ze vanwege de muskusachtige geur muskushybriden (Engels: Hybrid Musk). De roos 'Trier', gekweekt door Peter Lambert (1859-1939), is een zaailing van de roos 'Aglaia'. 'Aglaia' (Schmitt, 1896) is een kruising tussen de veelbloemige roos (Rosa multiflora) en de roos 'Reve d'Or', een Noisette-roos (Rosa indica niosettiana) die mogelijk ver verwant is met de sterk geurende, verloren gegane Rosa moschata. Pemberton kweekte ook een aantal conventionele theehybriden en verschillende multiflora-hybriden die nog steeds worden geteeld.
Toen Pemberton in 1926 overleed, liet hij zijn rozensortiment na aan zijn zus Florence en het tuinmansechtpaar Bentall. Zelfs elf en dertien jaar na de dood van Pemberton bracht Ann Bentall nog twee vermoedelijk door hem gekweekte rozen uit, 'Buff Beauty' en 'Ballerina'. Muskushybriden werden pas lang na de dood van Pemberton populair. Bijvoorbeeld is de door Reimer Kordes gekweekte roos 'Schneewittchen' ('Iceberg') uit 1958 een nakomeling van Pemberton's 'Robin Hood'.

## Rozen van Joseph Pemberton (selectie)

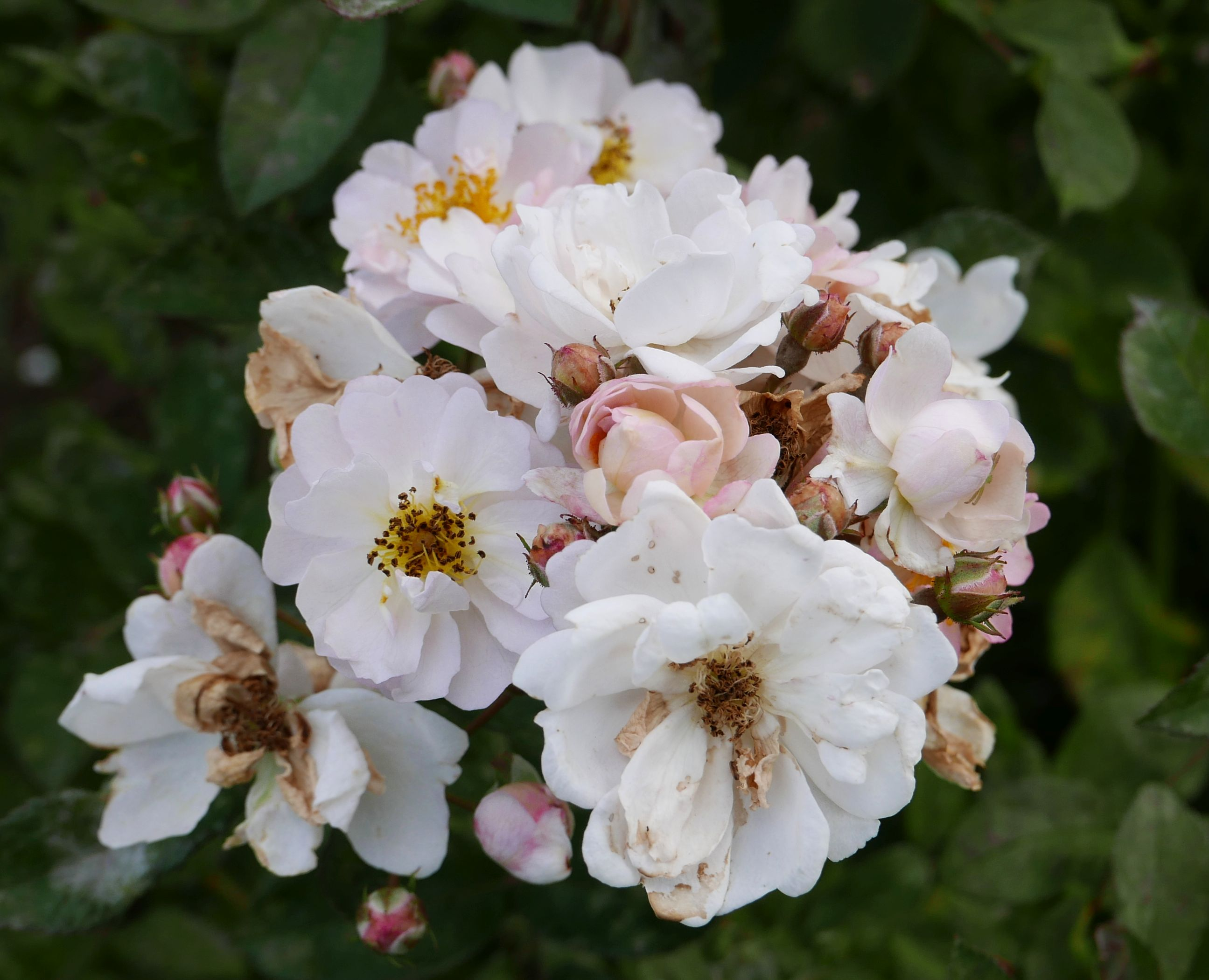
'Daphne', 1912
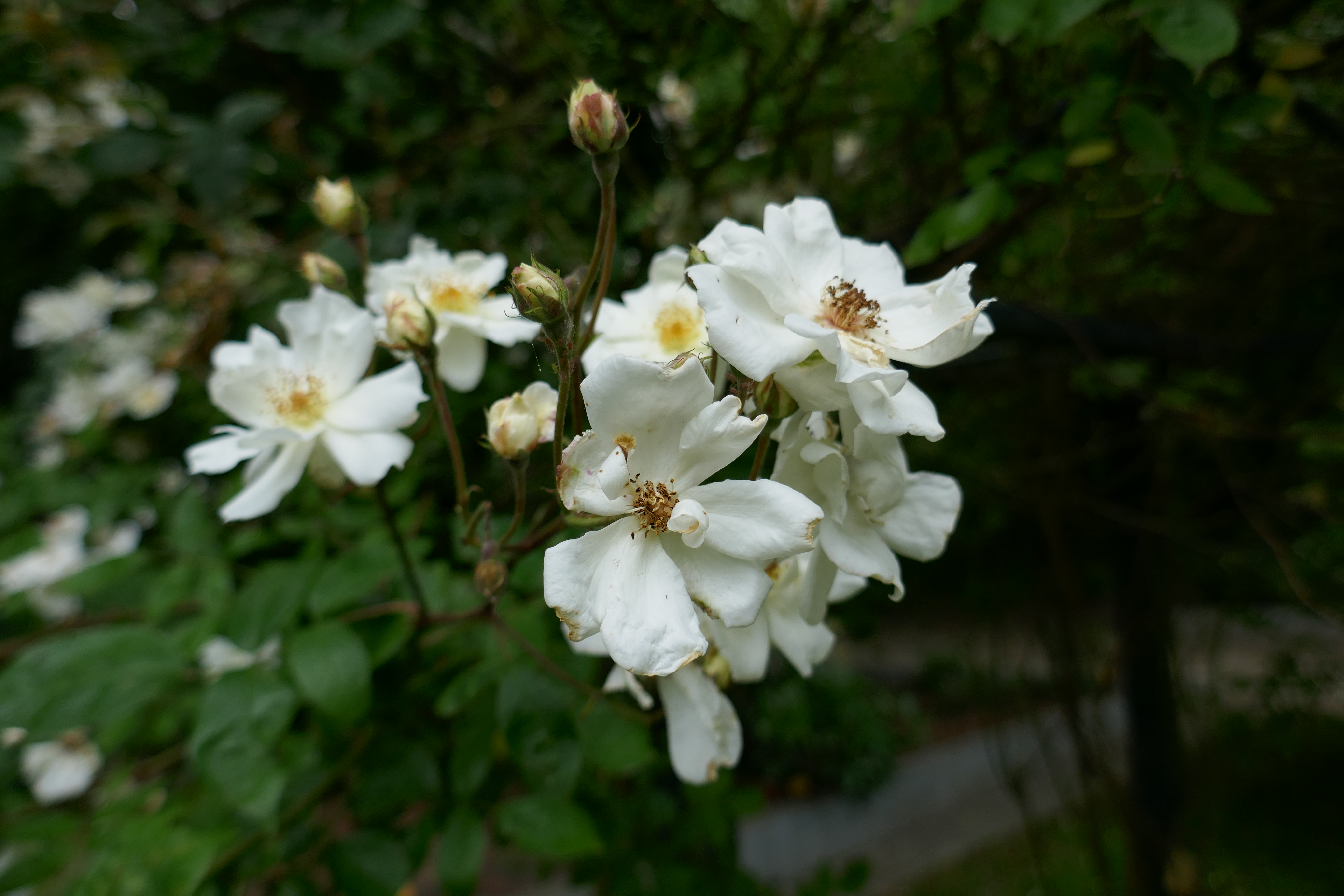
'Moonlight', 1913
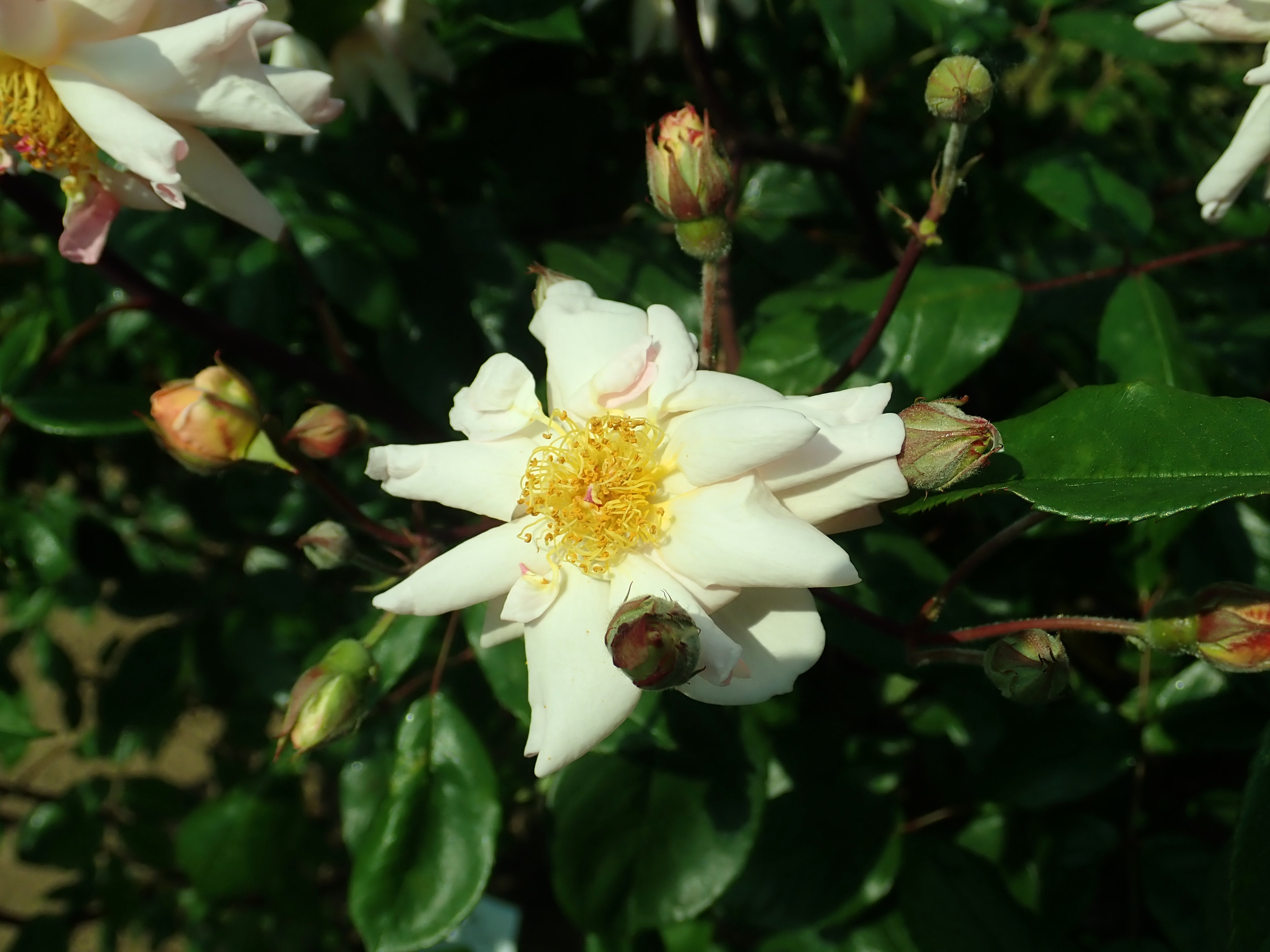
'Ceres', 1914
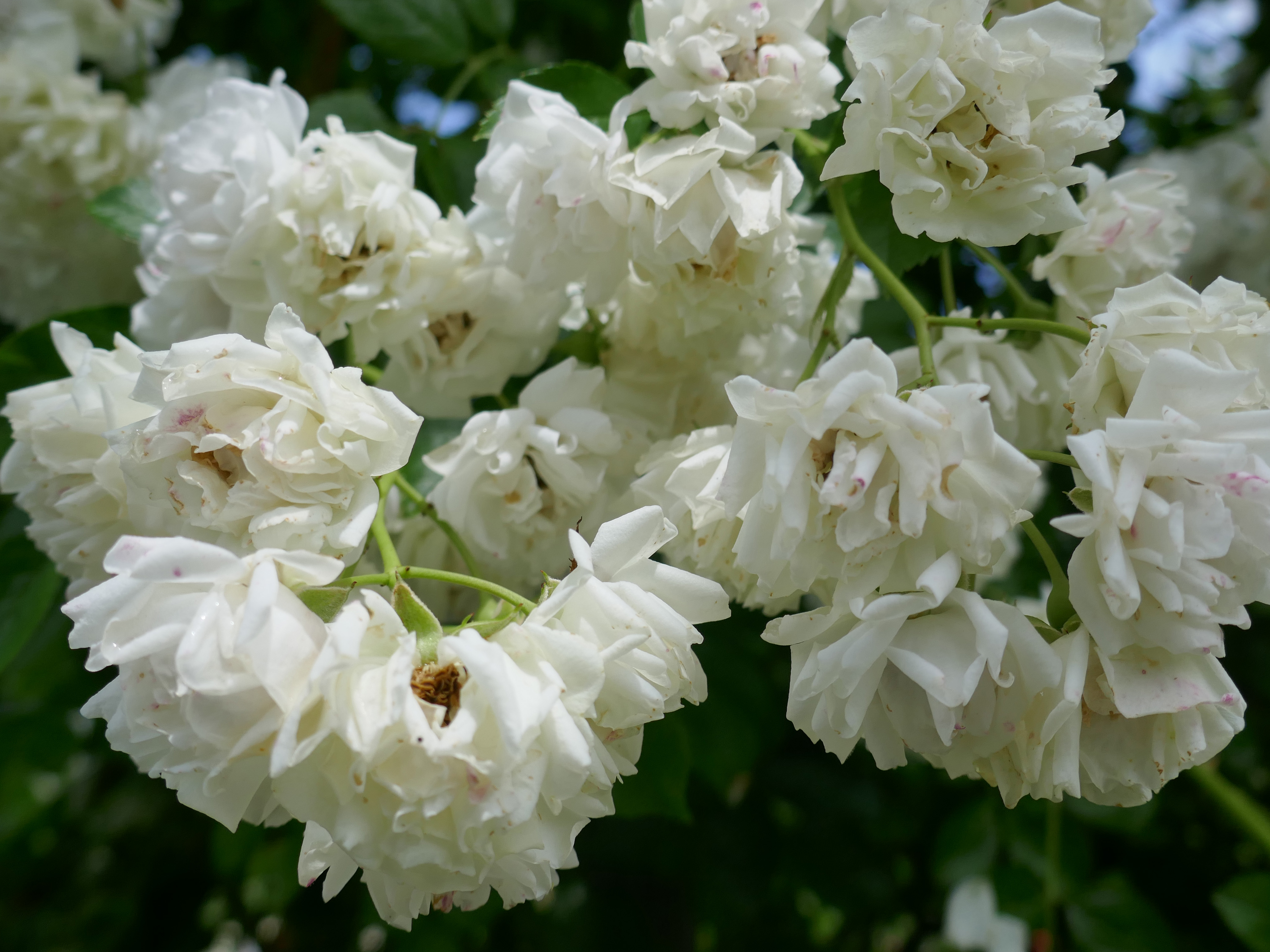
'Pemberton's White Rambler', 1914
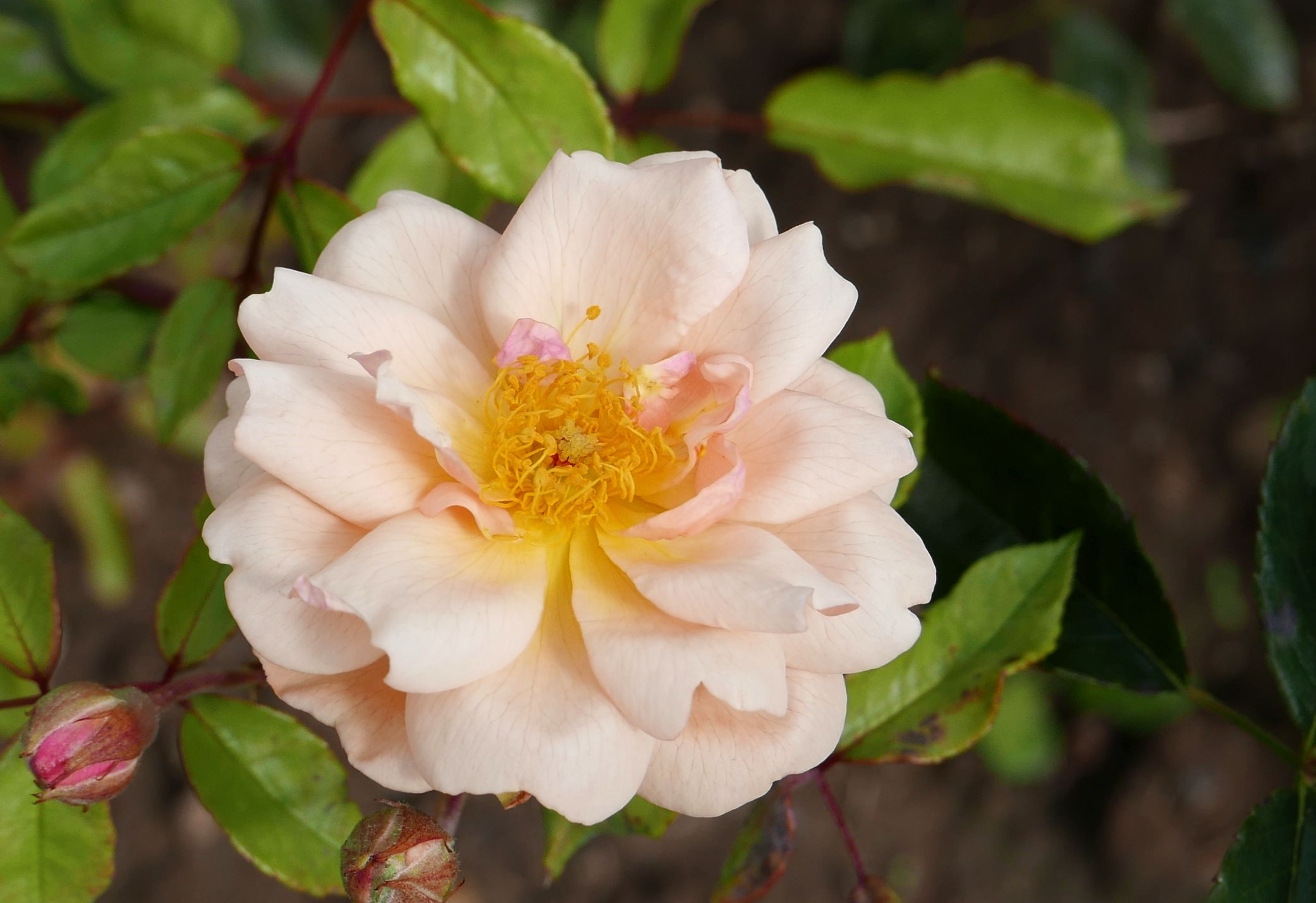
'Clytemnestra', 1915
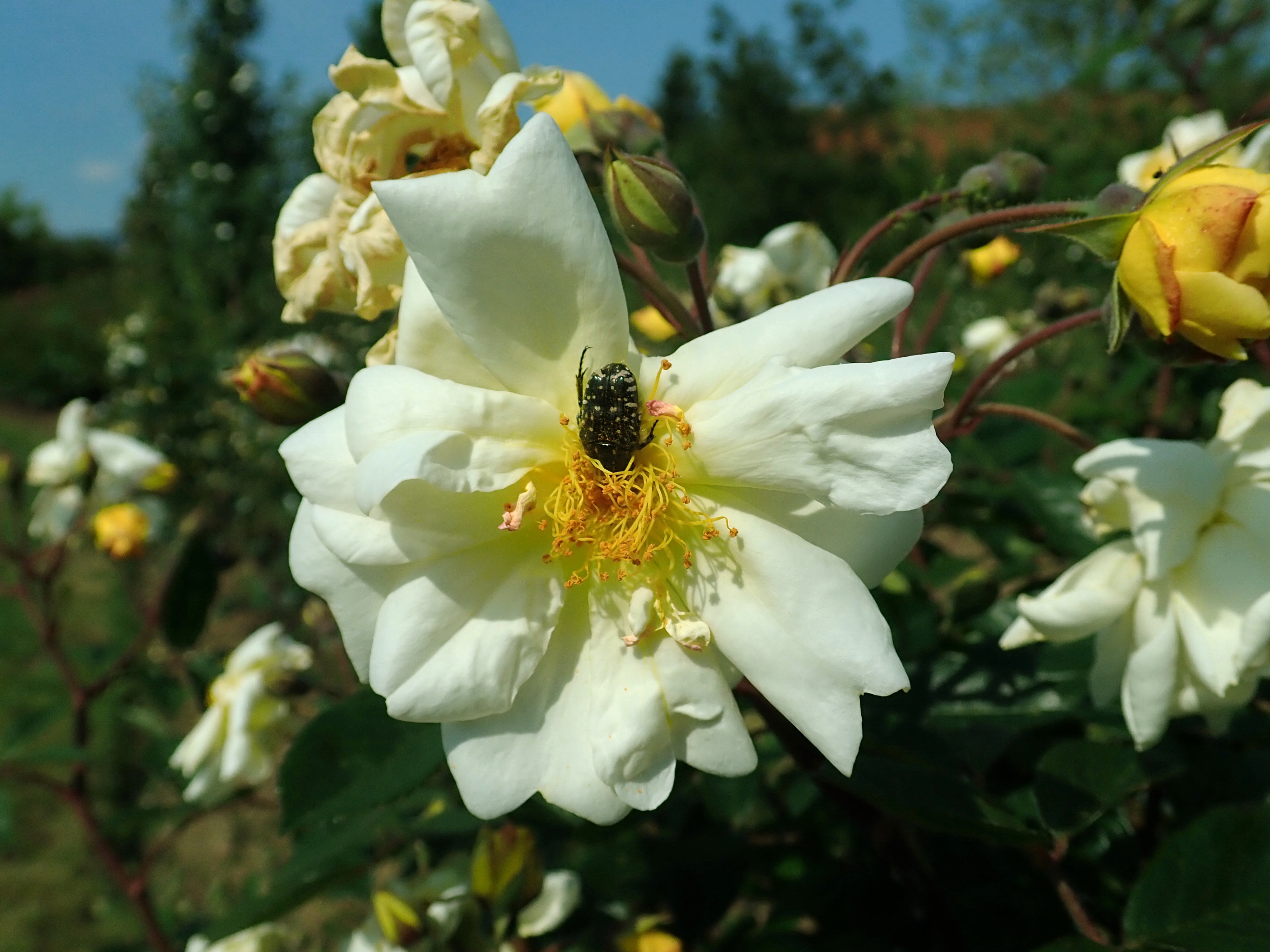
'Daybreak', 1918
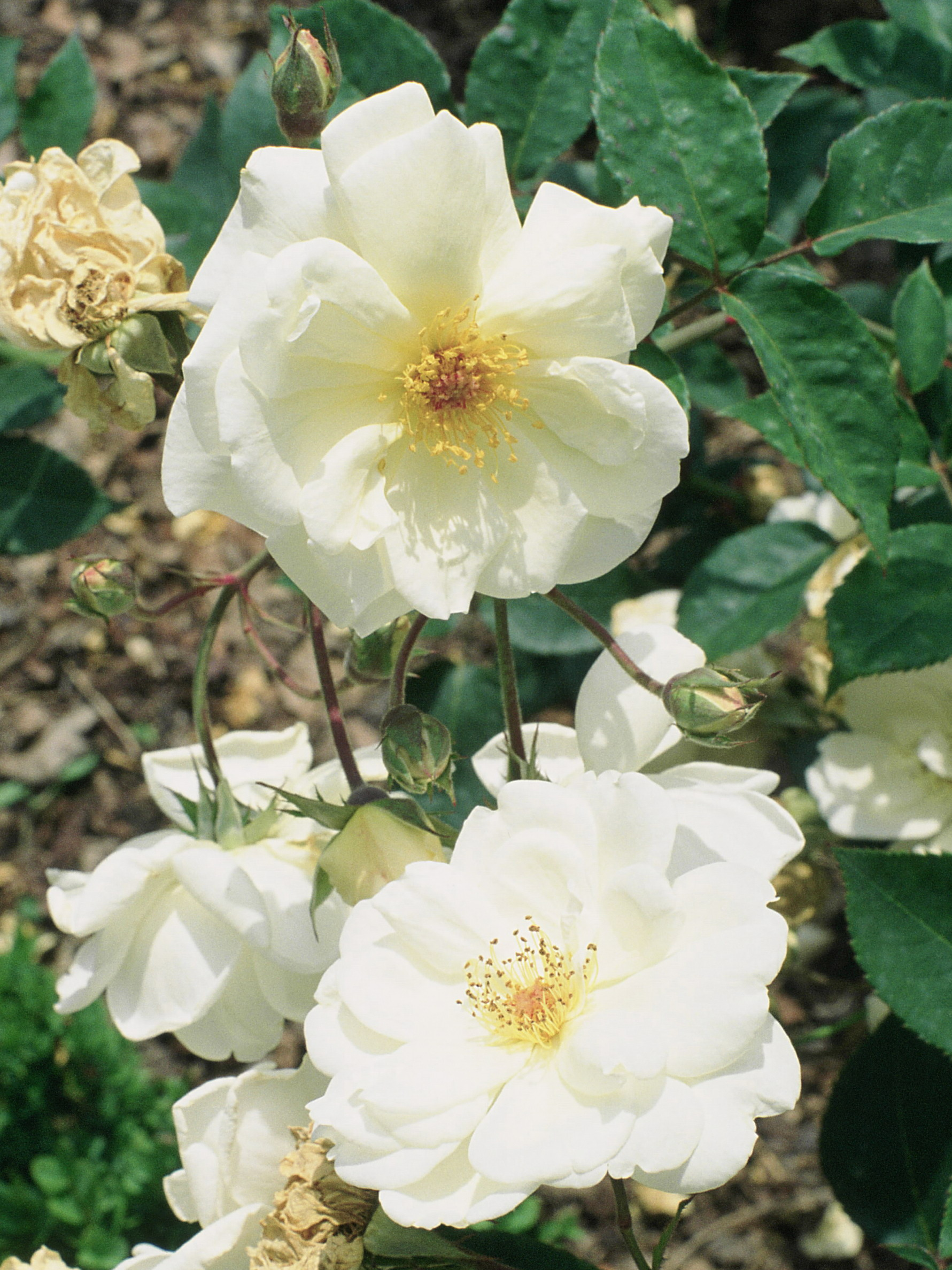
'Pax', 1918
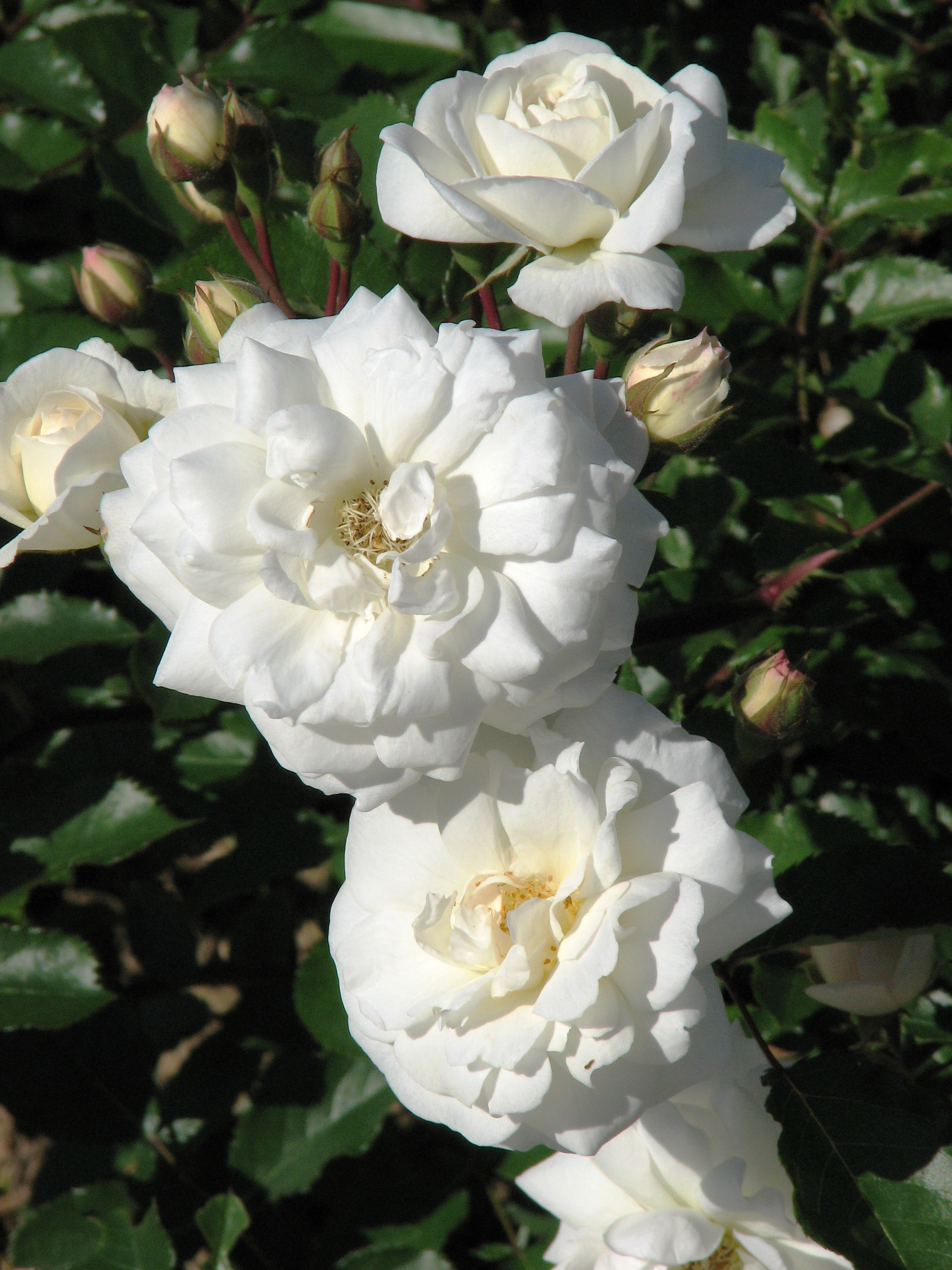
'Prosperity', 1919
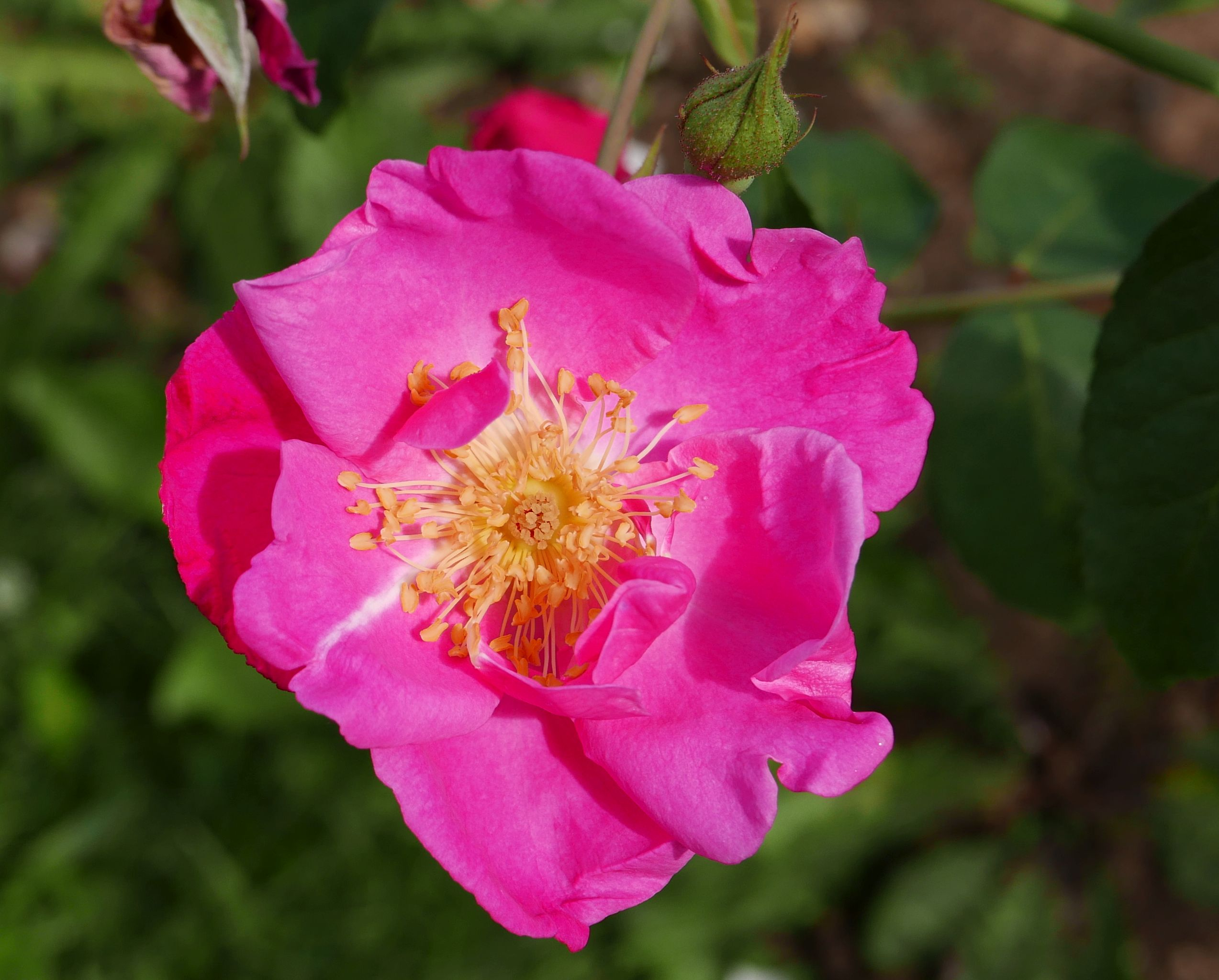
'Vanity', 1920
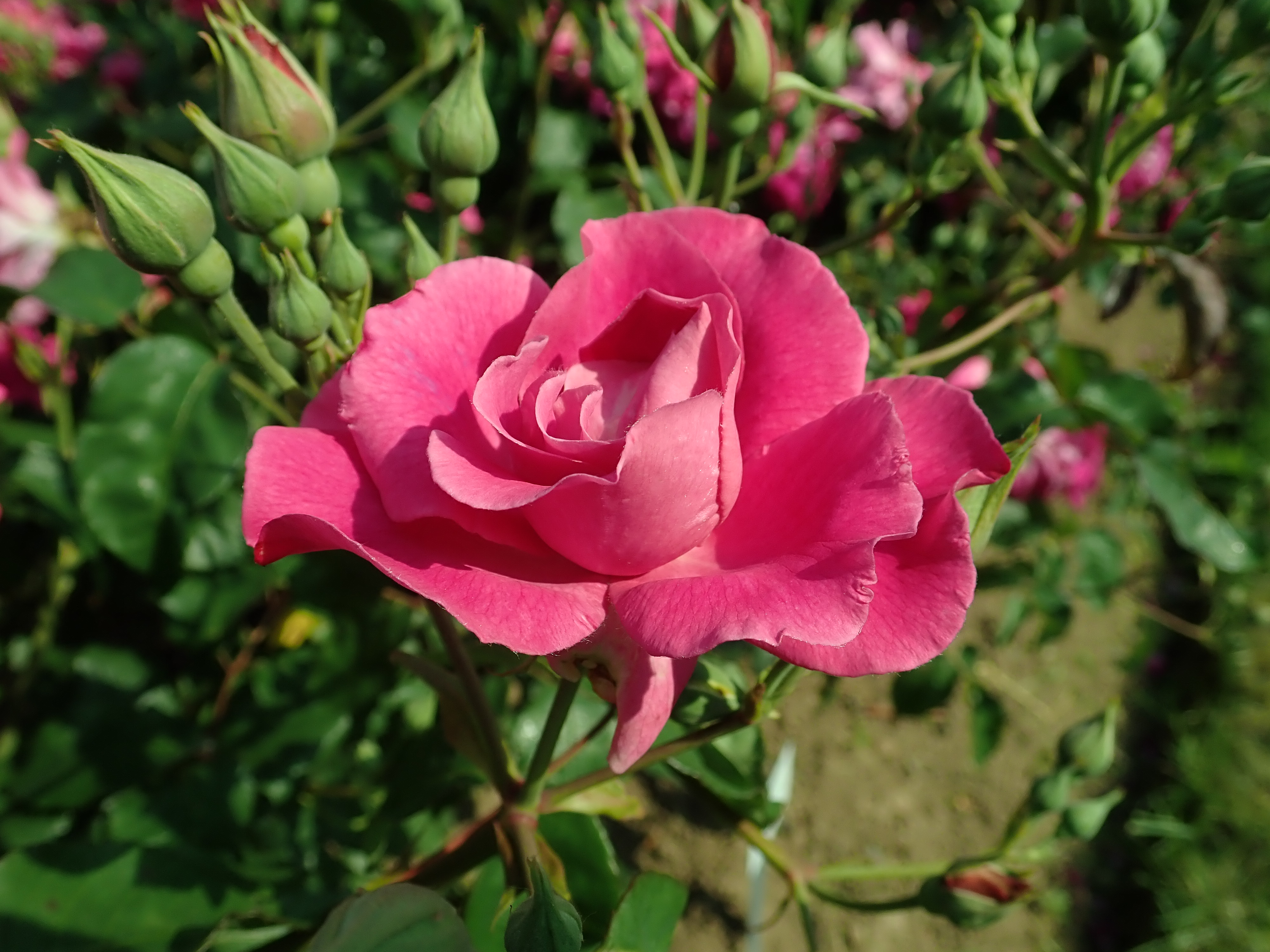
'Sammy', 1921
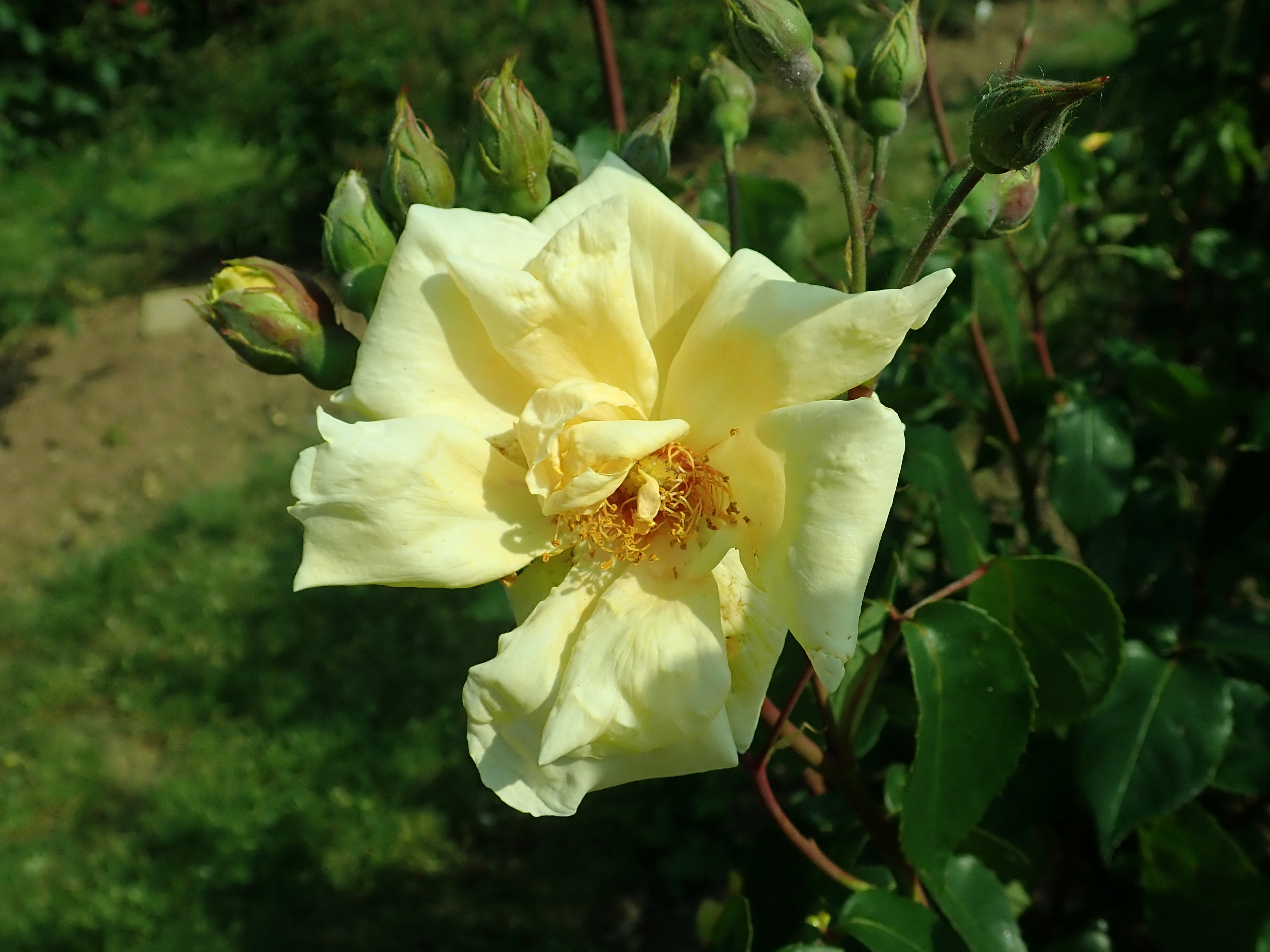
'Francesca', 1922
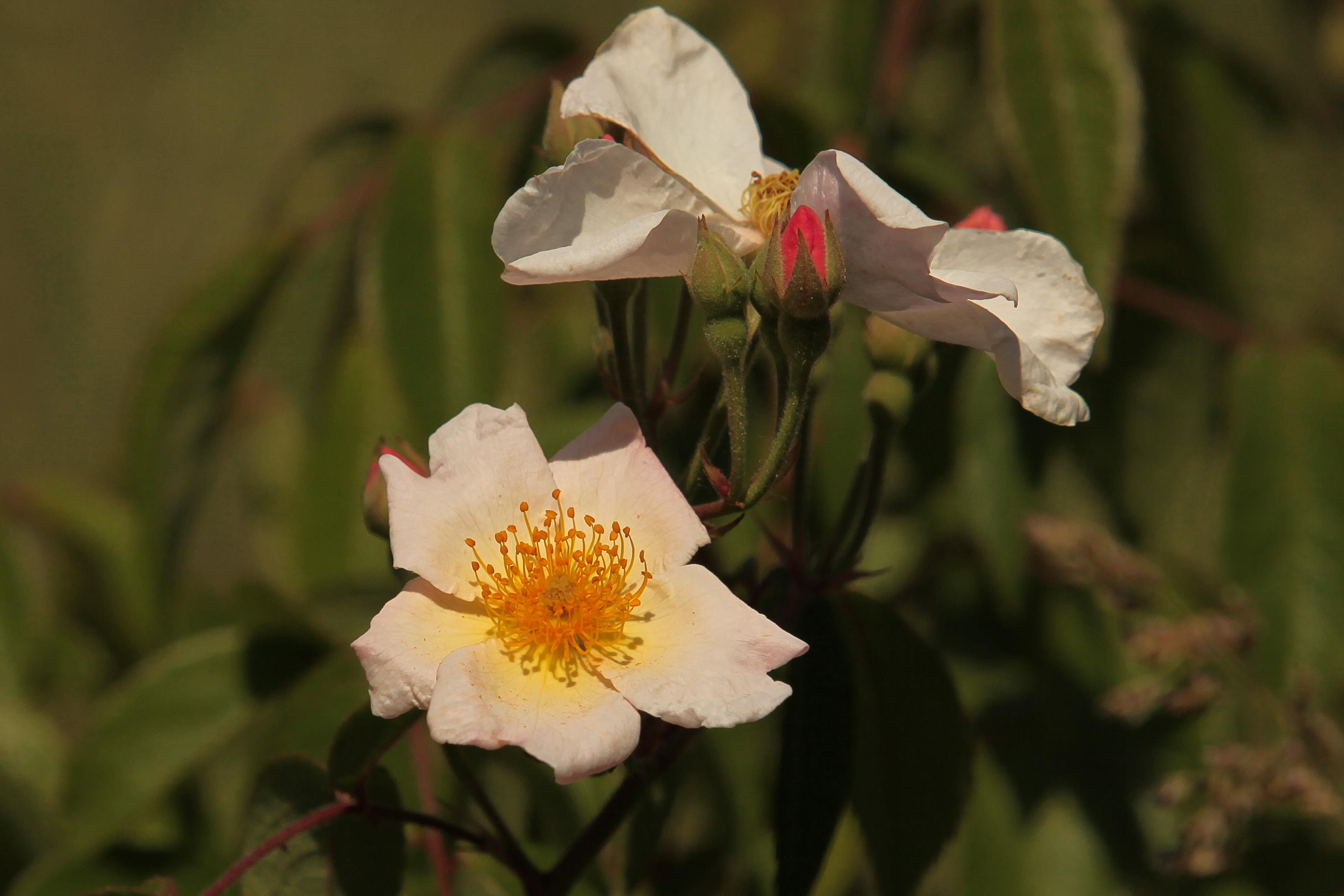
'Kathleen', 1922
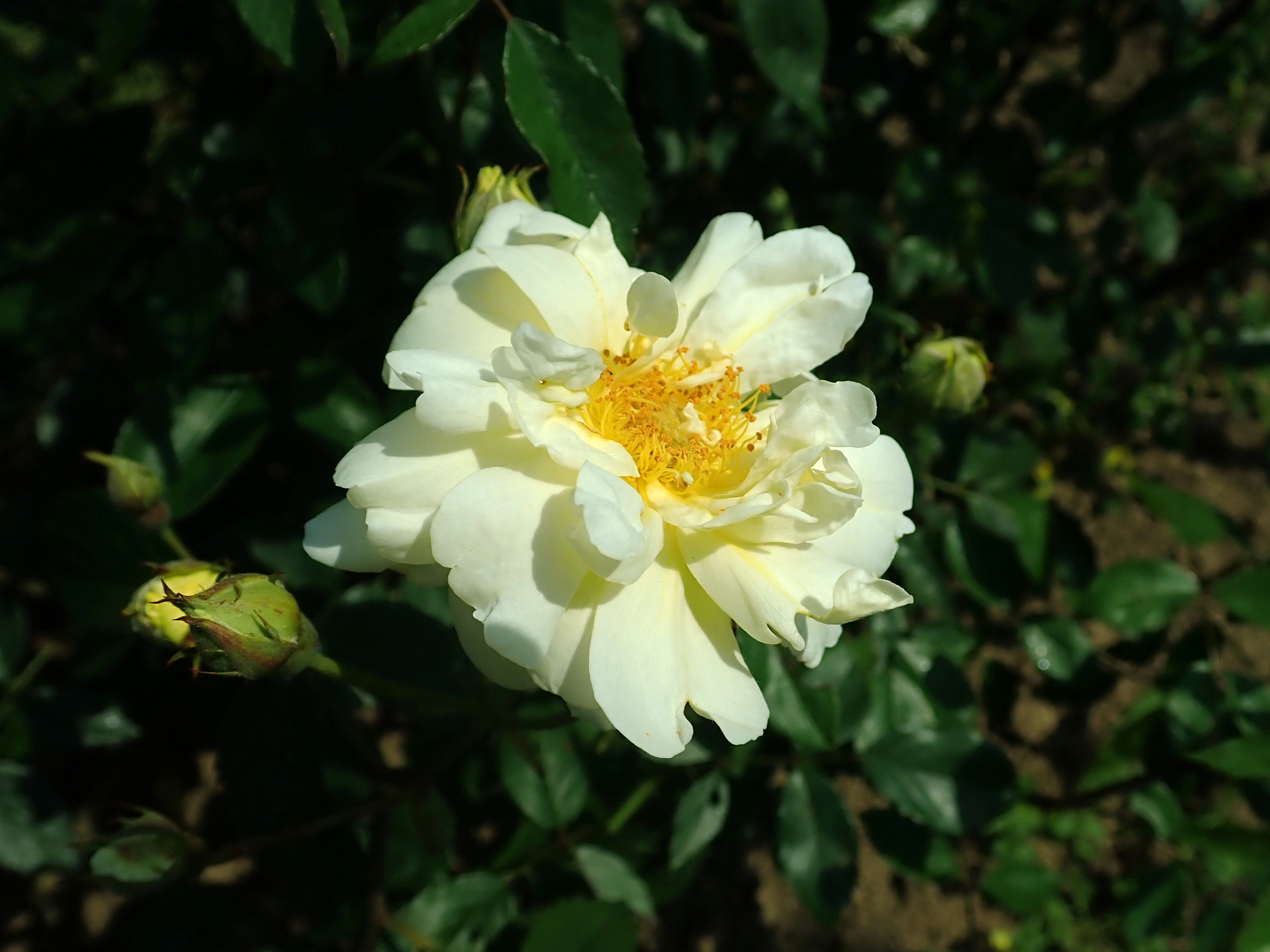
'Aurora', 1923
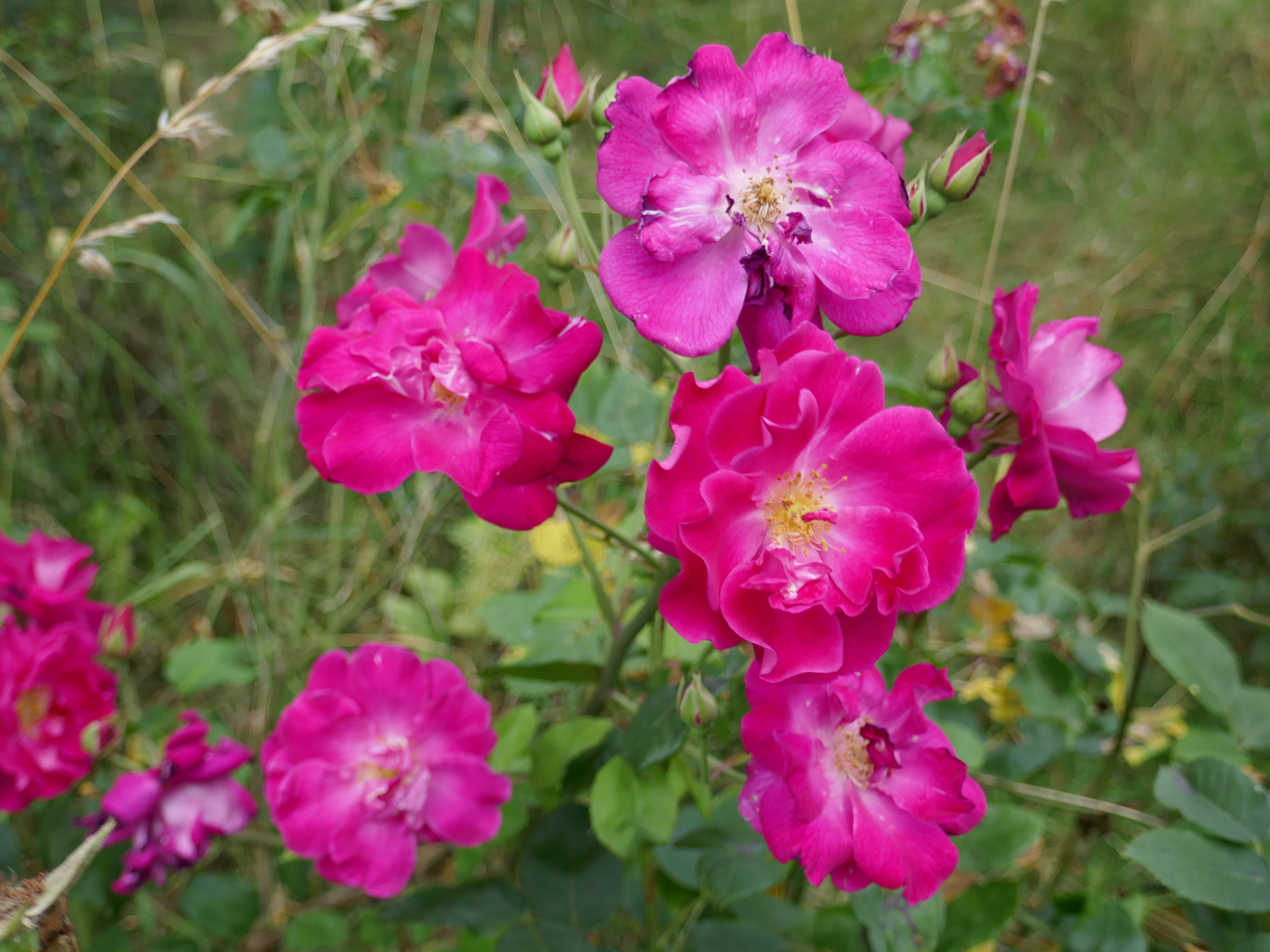
'Nur Mahál', 1923
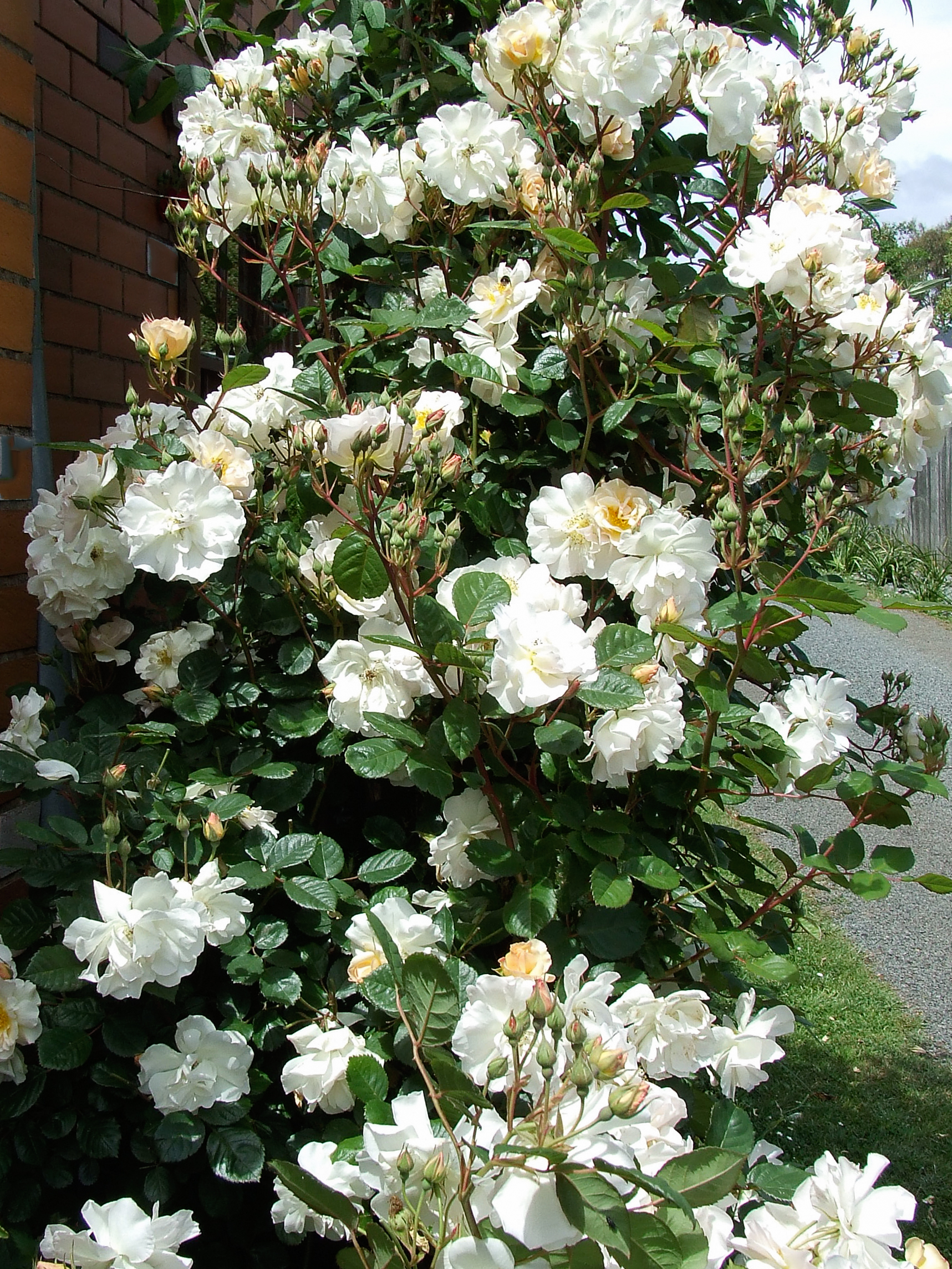
'Penelope', 1924
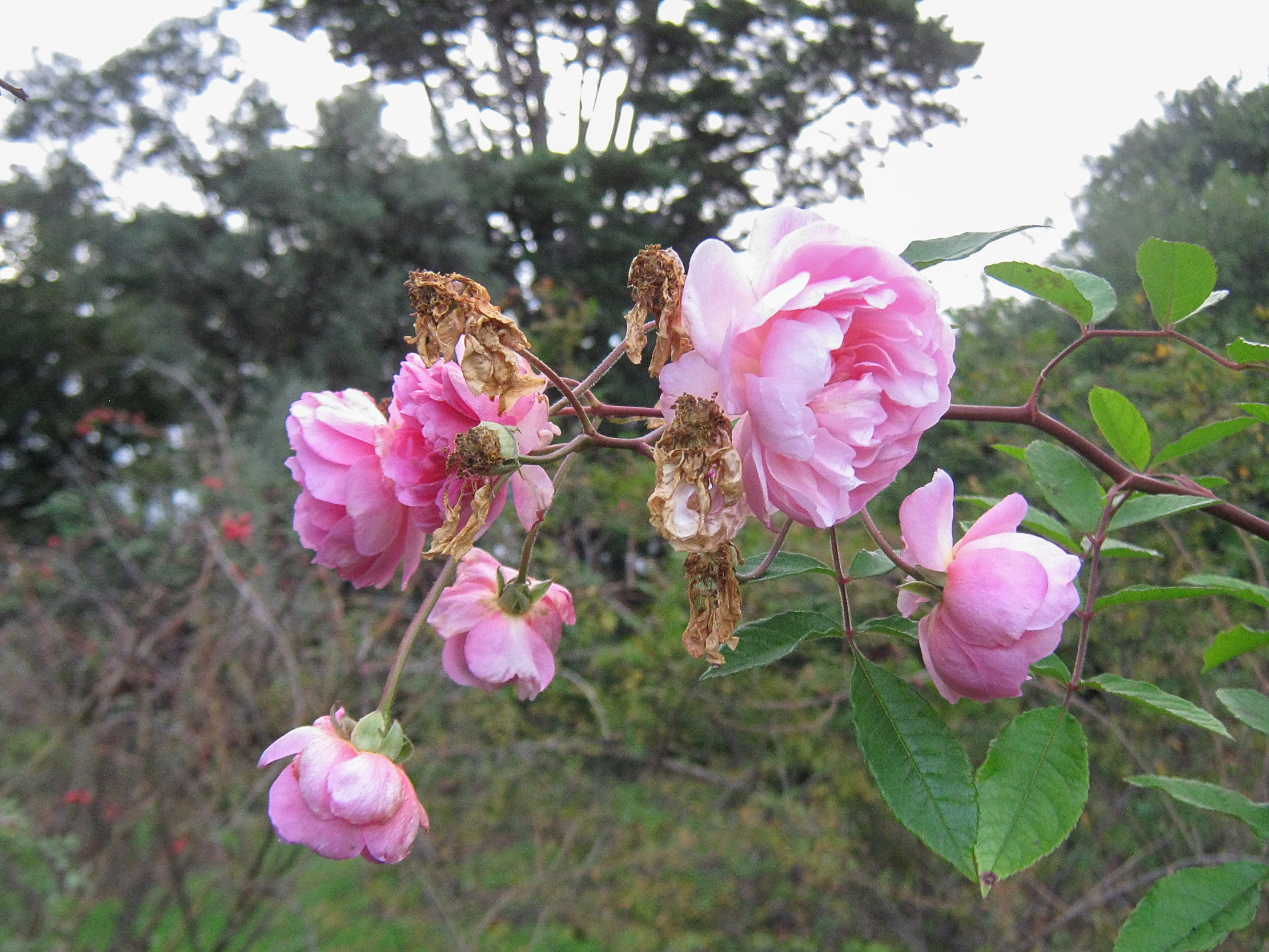
'Cornelia', 1925
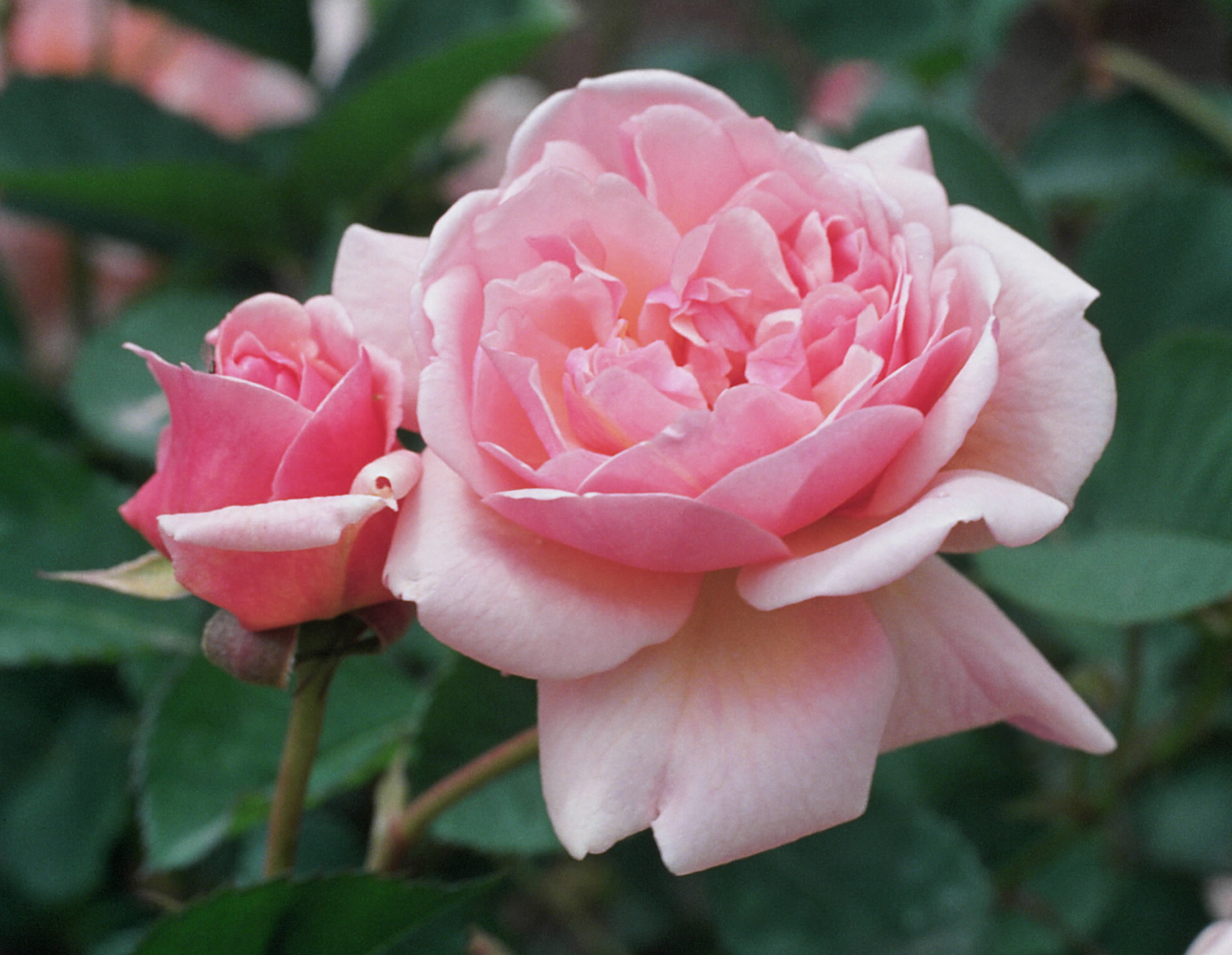
'Felicia', 1926

### Postuum uitgebracht

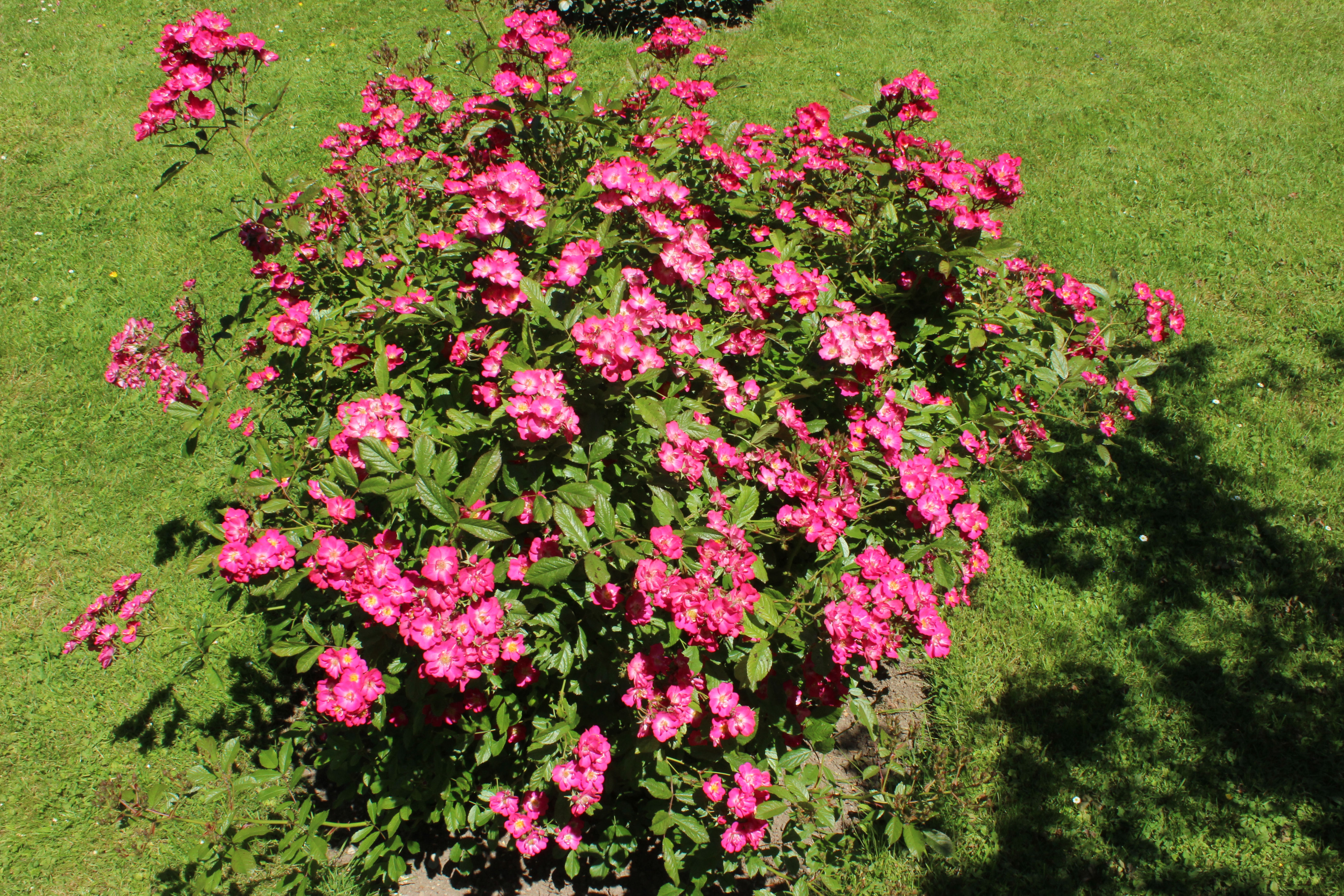
'Robin Hood', 1927
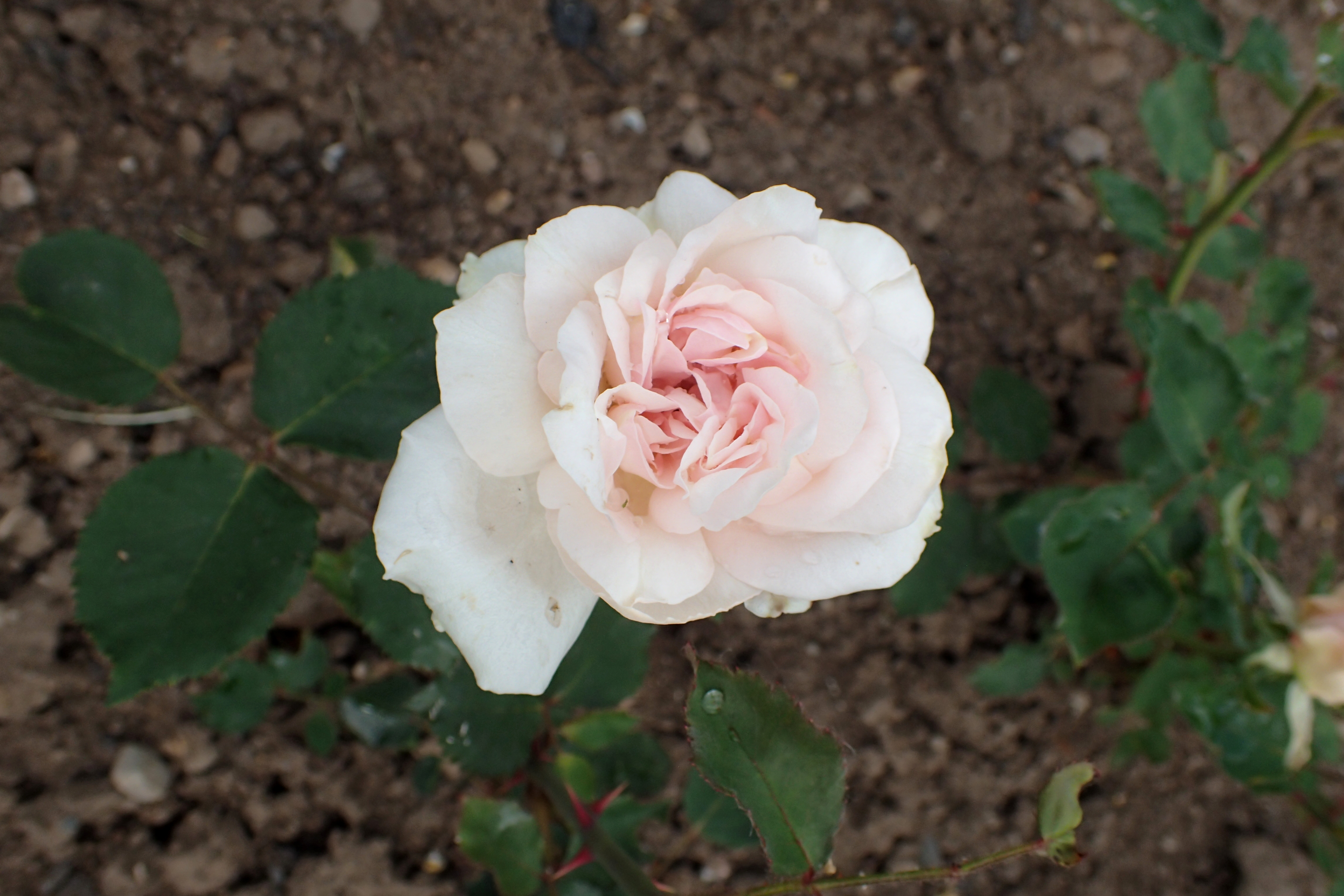
'Bianca', 1927
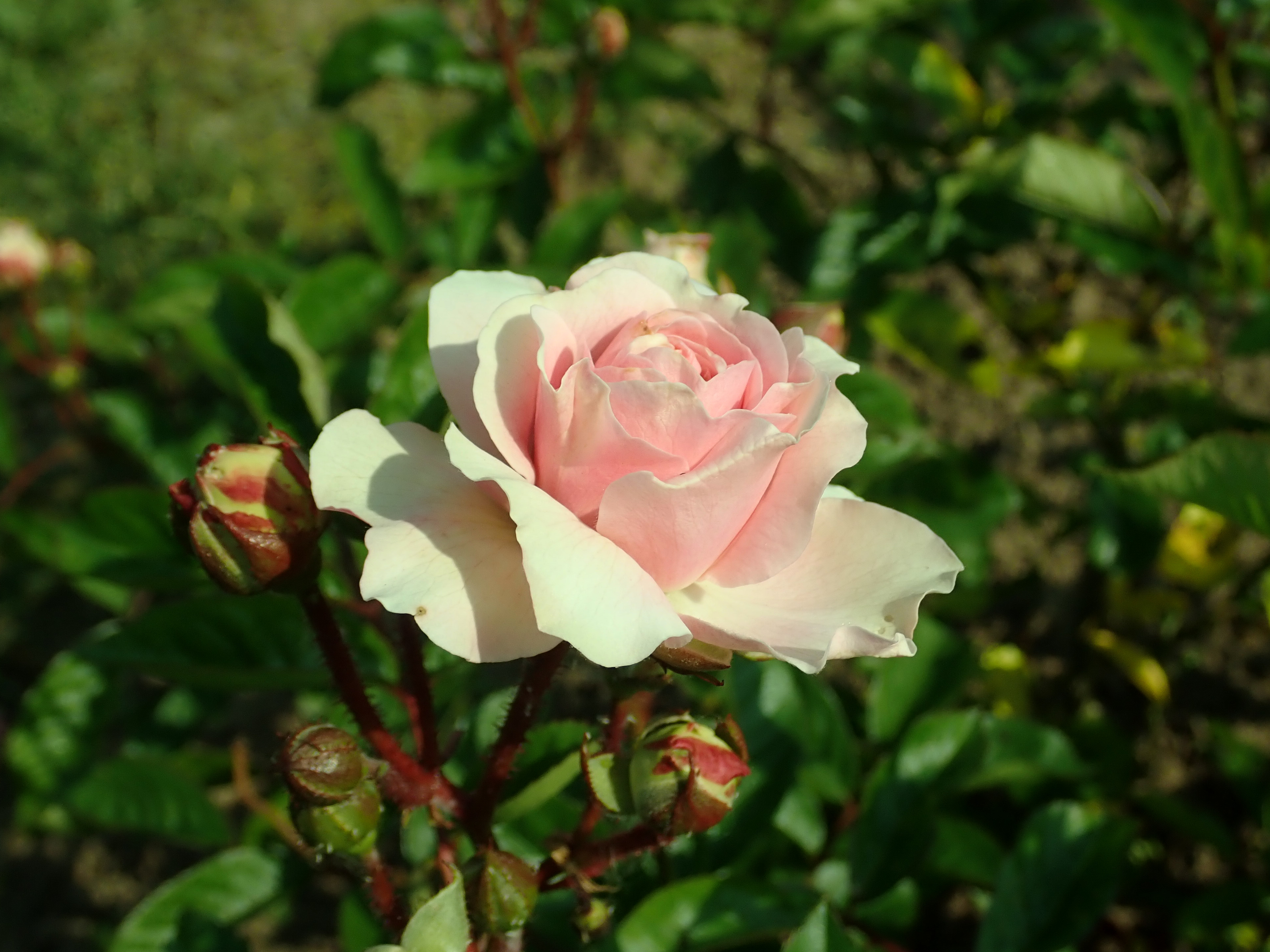
'Charmi', 1927
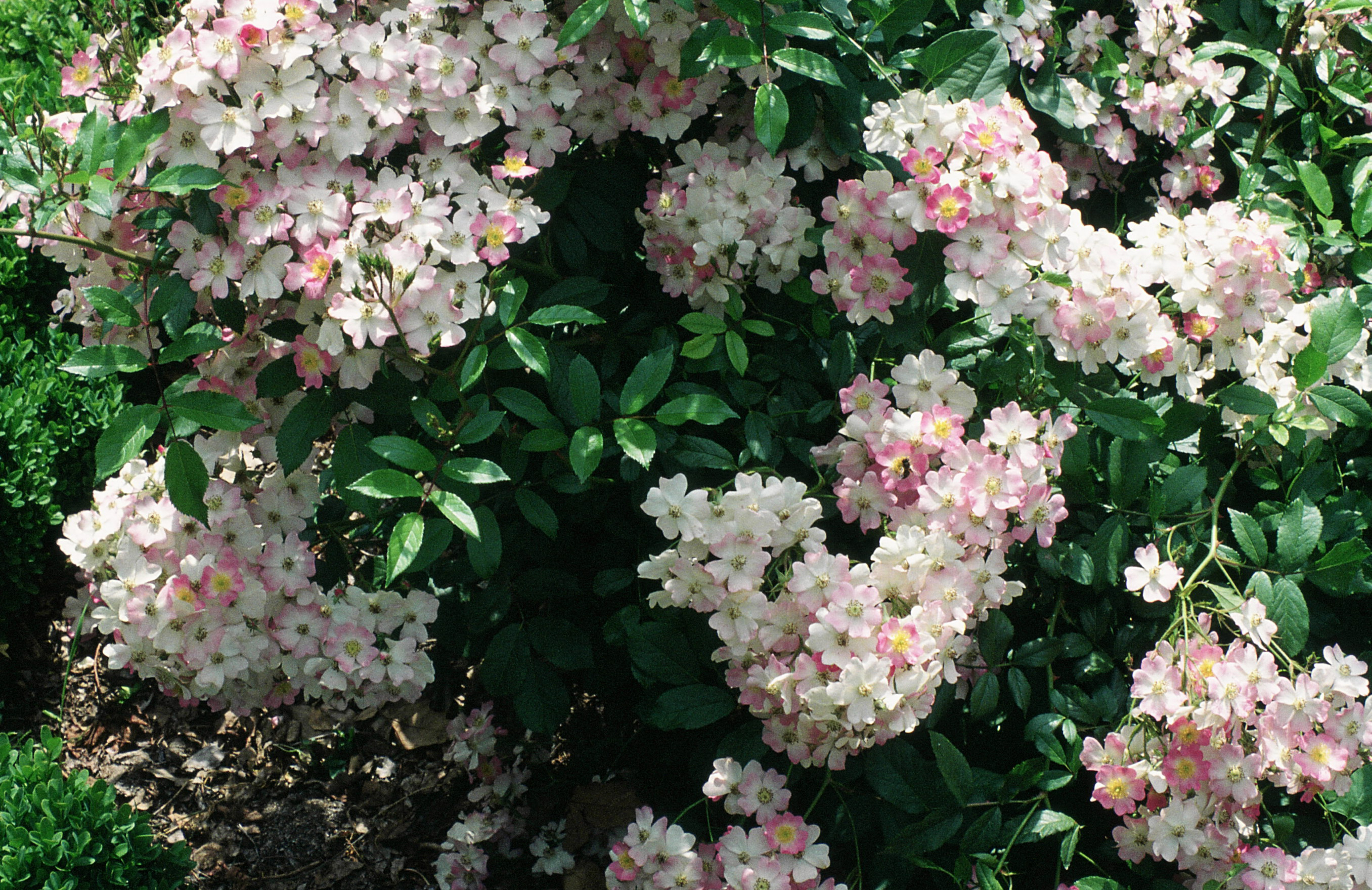
'Ballerina', 1937
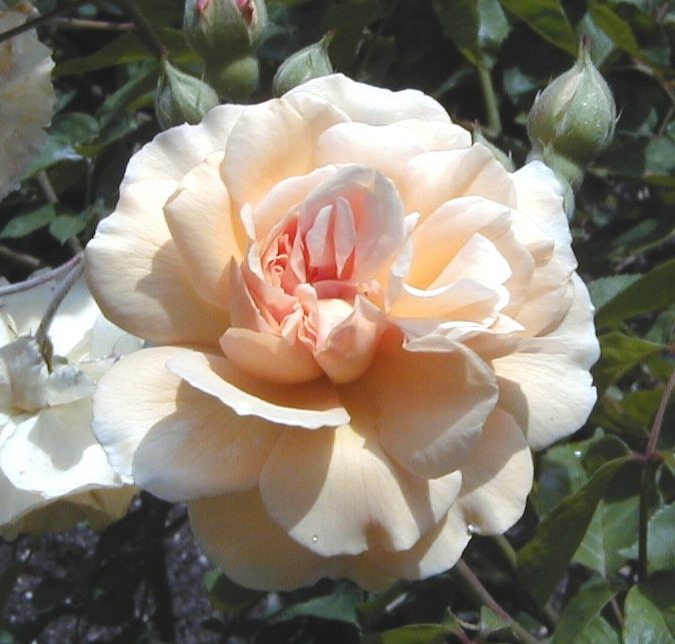
'Buff Beauty', 1939